# Sphagnum roraimense
Sphagnum roraimense är en bladmossart som beskrevs av Warnstorf 1915. Sphagnum roraimense ingår i släktet vitmossor, och familjen Sphagnaceae. Inga underarter finns listade i Catalogue of Life.